# Кулманов, Бахтигирей Ахметович
Бахтигирей (также Бахтыгерей, Бактыгерей) Ахметович Кулманов (каз. Бақтыкерей Ахметұлы Құлманов; 22 декабря 1857, Астраханская губерния — ныне Курмангазинский район Атырауской области — 1919, Жангала) — казахский султан, общественный деятель, депутат Государственной думы Российской империи I и II созывов.

## Биография
В 1884—1889 годах прошёл полный курс обучения на Восточном факультете императорского Санкт-Петербургского университета. Окончил с отличием с присвоением степени кандидата восточных наук. Работал в штате Астраханского губернатора в должности правителя Камыш-Самарской части.. Титулярный советник.
22 июня 1903 года он был назначен русским советником Временного Совета по управлению Внутренней Киргизской Ордой. «Киргизы» (то есть казахи) «Внутренней Орды» отнеслись к выборам в Первую Государственную думу равнодушно. Из 100 отобранных выборщиков на избирательное собрание прибыли чуть больше половины — 62 человека.
17 мая 1906 года избран в Государственную думу I созыва от «киргизского» населения Внутренней Киргизской орды. По сведениям астраханского историка Н. А. Ермухановой, Б. А. Кулманов согласился стать депутатом за вознаграждение в 9 тысяч рублей, полученных им от соплеменников. В отношении поступка Кулманова состоялось разбирательство, отраженное в документах Государственного архива Астраханской области. Добрался до в Санкт-Петербурга только, когда Дума уже была распущена.
5 мая 1907 года избран во Государственную думу II созыва от старшинств и оседлого населения Внутренней Киргизской орды. Приехал в Санкт-Петербург только в середине мая 1907 года, вошёл в состав Мусульманской фракции, но в работе думских комиссий принять участия не успел
В 1916 году выслан из Астраханской губернии, так как призывал к уклонению местного населения (казахов) от тыловых работ.
На съезде представителей волостных управителей всех частей и округов Внутренней Киргизской Орды в апреле 1917 года был избран комиссаром временного правительства киргизского народа Астраханского края (Букеевской орды). В декабре 1917 года был председателем II Всеказахского съезда, образовавшего правительство Алаш-Орды, был его сопредседателем.. В конце 1917 года избран во Всероссийское учредительное собрание в Ордынском избирательном округе.